# Xemeneia solar

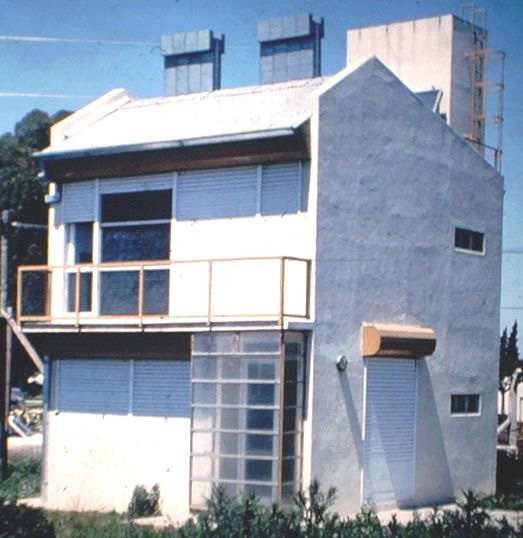
La casa solar de la Plata integra estratègies de disseny per minimitzar l'ús d'energia en climatització. Tales com: murs d'aigua, aigua calenta solar, aïllament tèrmic, ventilació creuada, ventilació selectiva, protecció solar, sostre ventilat, xemeneia solar, assecat solar de roba, refrescamiento solar. Projecte: Elías Rosenfeld, Del Cueto i Brusasco (1980)

Una xemeneia solar - coneguda també com a xemeneia termal - és una manera de millorar la ventilació natural d'edificis usant la convecció de l'aire escalfat per energia solar passiva.
Una descripció simple d'una xemeneia solar, és la d'un eix vertical que utilitza energia solar per realçar la ventilació natural de l'apilat de pisos en un edifici.

## Descripció

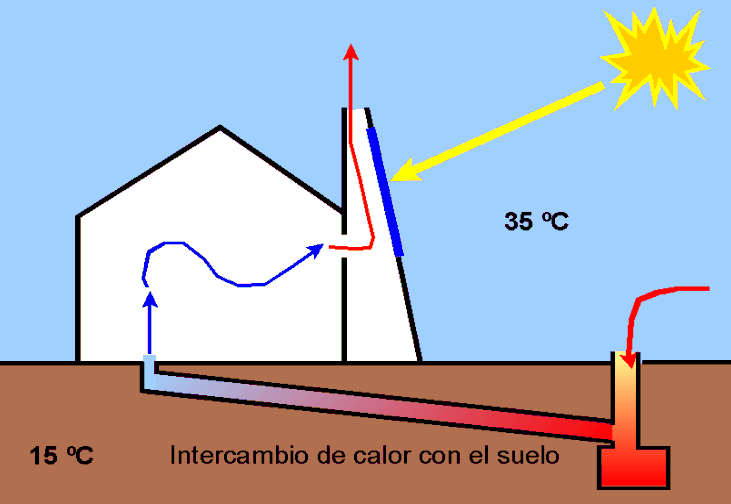
Aquesta xemeneia solar permet la circulació de l'aire a través d'un bescanviador de calor geotèrmica per proveir refrescamiento passiu a una casa.

En la seva forma més simple, una xemeneia solar consisteix en una xemeneia pintada de negre. Durant el dia l'energia solar escalfa la xemeneia i l'aire dins d'ella, creant un corrent d'aire ascendent en la xemeneia.
La succió creada a la base de la xemeneia es pot utilitzar per ventilar i per refrescar l'edifici.
En bona part del món és més simple aprofitar els vents predominants del lloc, però en dies de calma i calents aquest tipus de xemeneia pot proporcionar la ventilació on d'una altra manera no hi hauria cap.
Hi ha no obstant això un nombre de variacions solars de la xemeneia. Els elements bàsics del disseny d'una xemeneia solar són: 
- L'àrea del col·lector solar: Aquesta superfície es pot situar en la part superior de la xemeneia o pot incloure l'eix del tir sencer.
- L'orientació, el tipus de pintura, l'aïllament i les característiques tèrmiques d'aquest element són crucials per captar, conservar i utilitzar l'energia solar.
- L'eix principal de la ventilació: La localització, l'altura, la secció representativa i les característiques tèrmiques d'aquesta estructura són també molt importants.
- Els orificis d'entrada i sortida: Les dimensions, localització així com aspectes aerodinàmics d'aquests elements són també significatius en el rendiment.

Aprofitant el mateix principi de funcionament s'han proposat sistemes de generació solar elèctrica amb un gran hivernacle a la base per escalfar l'aire que després puja a gran velocitat per una alta xemeneia on se situen els aerogeneradors. També se lai denomina fàbrica ciclònica.

## Torre freda amb corrent descendent passiu

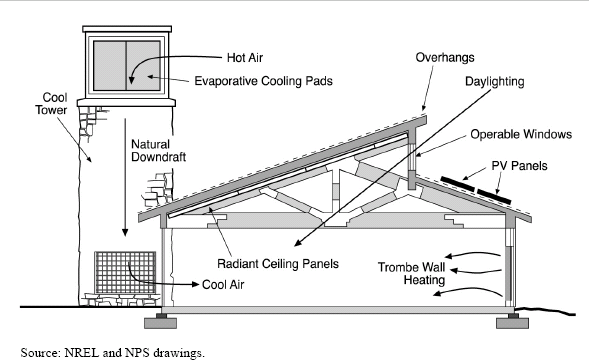
Torre fregeixi del Centre de visitants del Parc nacional Zion, proveït d'aire condicionat passiu.

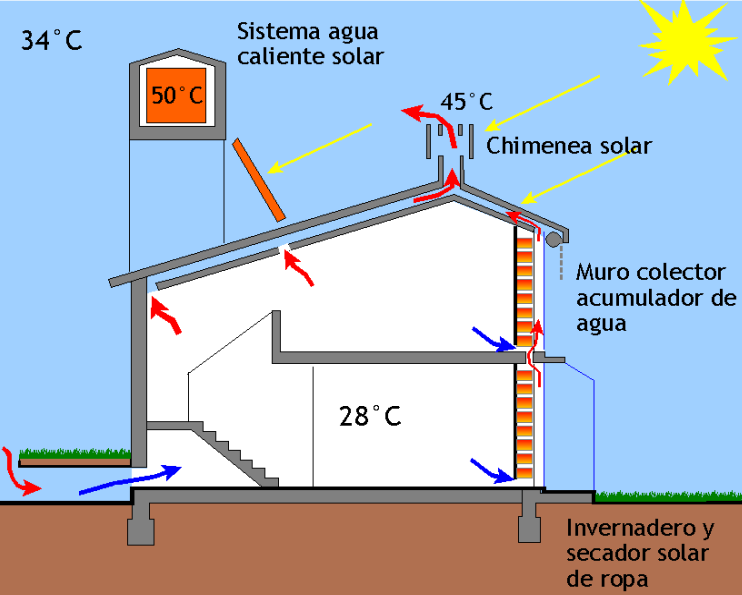
Esquema de funcionament del sistema de refrescamiento passiu de la casa solar en La Plata, Argentina. Sistema xemeneia solar + sostre solar.

Una tecnologia relacionada de prop amb la xemeneia solar és la torre de refredament evaporadora per corrent descendent. En àrees amb un clima calent i àrid, aquest sistema pot contribuir a proporcionar aire condicionat sostenible als edificis.
Nacional d'Energies Renovables dels Estats Units (NREL).